# Barbara Everest
Pour les articles homonymes, voir Everest (homonymie).
Barbara (Mary) Everest est une actrice anglaise, née le 9 juin 1890 à Southfields (Grand Londres), morte le 9 février 1968 à Londres.

## Biographie
Barbara Everest entame sa carrière d'actrice au théâtre et joue souvent à Londres, notamment dans des pièces de William Shakespeare, comme Le Marchand de Venise en 1928, avec Eric Portman. Citons également Orgueil et Préjugés, d'après le roman éponyme de Jane Austen (1936, avec Celia Johnson et Anthony Quayle), ainsi qu’Homme et Surhomme (en) de George Bernard Shaw (1951, avec Allan Cuthbertson et Milton Rosmer).
Elle se produit aussi à Broadway (New York) dans trois pièces, Anne of England (1941, avec Leo G. Carroll, Flora Robson, Jessica Tandy et Frederick Worlock), Sheppey (en) de William Somerset Maugham (1944, avec Edmund Gwenn) et enfin The Linden Tree de John Boynton Priestley (1948, avec Boris Karloff et Una O'Connor).
Au cinéma, elle apparaît d'abord dans quatorze films muets britanniques jusqu'en 1922. Les deux premiers, réalisés par George Loane Tucker et sortis en 1916, sont The Hypocrites (avec Elisabeth Risdon) et The Man Without a Soul (avec Milton Rosmer).
Ses cinq premiers films parlants sortent en 1932, dont Meurtres de Maurice Elvey (avec Ivor Novello et Elizabeth Allan). Parmi ses films britanniques suivants, mentionnons Madeleine de David Lean (1950, avec Ann Todd et Norman Wooland) et Les Damnés de Joseph Losey (son antépénultième film, 1963, avec Macdonald Carey et Shirley Anne Field). Le dernier est Rotten to the Core (en) de John Boulting (avec Charlotte Rampling et Eric Sykes), sorti en 1965.
Durant la Seconde Guerre mondiale, elle participe à quelques films américains sortis entre 1942 et 1945, dont Le Fantôme de l'Opéra d'Arthur Lubin (1943, avec Nelson Eddy et Claude Rains) et Hantise de George Cukor (1944, avec Charles Boyer et Ingrid Bergman).
Pour la télévision naissante, Barbara Everest joue dans les adaptations téléfilmées de onze pièces en 1938 et 1939, dont Orgueil et Préjugés (1938, avec Mervyn Johns et André Morell) ; s'y ajoute une douzième en 1946, Frieda (suivie de l'adaptation au cinéma sous le même titre, sortie en 1947). Puis elle collabore à dix séries dès 1950, la dernière étant Z-Cars, avec un épisode diffusé en 1964.

## Théâtre (sélection)
(pièces jouées à Londres, sauf mention contraire)
- 1928 : Hamlet, Les Deux Nobles Cousins (The Two Noble Kinsmen) et Le Marchand de Venise (The Merchant of Venice) de William Shakespeare
- 1935 : Viceroy Sarah de Norman Ginsbury, mise en scène de Tyrone Guthrie et Murray MacDonald
- 1936 : Orgueil et Préjugés (Pride and Prejudice), adaptation du roman éponyme de Jane Austen
- 1937 : Time and the Conways de John Boynton Priestley
- 1941 : Anne of England de Mary Cass Canfield et Ethel Borden, d'après Norman Ginsbury : rôle-titre (Broadway)
- 1944 : Sheppey de William Somerset Maugham, mise en scène de Cedric Hardwicke : Mme Miller (Broadway)
- 1946 : Frieda de Ronald Millar
- 1948 : The Linden Tree de John Boynton Priestley, mise en scène de George Schaefer : Mme Linden (Broadway)
- 1951 : Homme et Surhomme (Man and Superman) de George Bernard Shaw
- 1952 : The Firstborn de Christopher Fry
- 1952 : The Innocents, adaptation par  William Archibald, de la nouvelle Le Tour d'écrou (The Turn of Screw) d'Henry James

## Filmographie partielle

### Cinéma
- 1916 : The Hypocrites de George Loane Tucker : Helen Plugenet
- 1916 : The Man Without a Soul de George Loane Tucker : Elaine Ferrier
- 1919 : The Lady Clare de Wilfred Noy : Alice
- 1932 : When London Sleeps de Leslie S. Hiscott : Mme Lamberti
- 1932 : Meurtres (The Lodger) de Maurice Elvey : Mme Bunting
- 1932 : Lily Christine de Paul L. Stein : Hempel
- 1933 : L'Empreinte du passé (The Lost Chord) de Maurice Elvey : La mère supérieure
- 1934 : The River Wolves de George Pearson : rôle non-spécifié
- 1934 : Passing Shadows de Leslie S Hiscott : Mme Lawrence
- 1935 : Scrooge d'Henry Edwards : Mme Cratchit
- 1935 : The Passing of the Third Floor Back de Berthold Viertel : La cuisinière
- 1936 : Love in Exile d'Alfred L. Werker : Anna
- 1936 : The Man behind the Mask de Michael Powell : Lady Slade
- 1937 : Les Deux Aventuriers (Jump for Glory) de Raoul Walsh : Mme Nolan
- 1939 : Inquest de Roy Boulting : Mme Wyatt
- 1940 : Meet Maxwell Archer de John Paddy Carstairs : Mlle Duke
- 1941 : Le Premier Ministre (The Prime Minister) de Thorold Dickinson : Baronne Lehzen
- 1941 : The Patient Vanishes de Lawrence Huntington : Mme Cardby
- 1941 : He Found a Star de John Paddy Carstairs : Mme Cavour
- 1942 : Le commando frappe à l'aube (Commandos Strike at Dawn) de John Farrow : Mme Olav
- 1943 : Et la vie recommence (Forever and a Day)
- 1943 : Mission à Moscou (Mission to Moscow) de Michael Curtiz : Mme Litvinov
- 1943 : Le Fantôme de l'Opéra (Phantom of the Opera) d'Arthur Lubin : La tante
- 1943 : Jane Eyre de Robert Stevenson : Lady Ingraham
- 1944 : La Falaise mystérieuse (The Uninvited) de Lewis Allen : Lizzie Flynn
- 1944 : Hantise (Gaslight) de George Cukor : Elizabeth
- 1945 : La Vallée du jugement (The Valley of Decision) de Tay Garnett : Delia
- 1945 : The Fatal Witness de Lesley Selander : Lady Elizabeth Ferguson / Vera Cavanaugh
- 1946 : Recherché pour meurtre (en) (Wanted for Murder)  de Lawrence Huntington : Mme Colebrooke
- 1947 : Frieda de Basil Dearden : Mme Dawson
- 1949 : Children of Chance de Luigi Zampa : Francesca
- 1950 : Madeleine de David Lean : Mme Smith
- 1950 : Tony Draws a Horse de John Paddy Carstairs : Mme Parsons
- 1954 : Un inspecteur vous demande (An Inspector Calls) de Guy Hamilton : Mme Lefson
- 1958 : Le Perceur de coffres (The Safecraker) de Ray Milland : Mme Dawson
- 1959 : Entrée de service (Upstairs and Downstairs) de Ralph Thomas : La seconde vieille dame
- 1961 : Le Cid (El Cid) d'Anthony Mann : La mère supérieure
- 1961 : Dangerous Afternoon de Charles Saunders : Mme Judson
- 1963 : Les Damnés (The Damned) de Joseph Losey : Mlle Lamont
- 1965 : Rotten to the Core de John Boulting : Mme Dick

### Télévision
(séries, sauf mention contraire)
- 1938 : Orgueil et Préjugés (Pride and Prejudice), téléfilm (réalisateur non-spécifié) : Mme Bennet
- 1950-1951 : Les Quatre Filles du docteur March (Little Women), saison unique, épisode 1 A Merry Christmas, épisode 3 The Palace Beautiful, épisode 4 The Telegram et épisode 6 Pleasant Meadows : Mme March
- 1956 : Jane Eyre, saison unique, 4 épisodes (sans titres) : Mme Fairfax
- 1959 : Heidi, saison unique, deux épisodes (sans titres) : La grand-mère de Clara
- 1964 : Z-Cars, saison 4, épisode 17 First Foot : Mme Sims